# Tequila-válság
A Tequila-válság a mexikói peso válságának népszerű elnevezése, melyen Mexikó 1994–1995–ben ment át és ami egy gazdasági válságba torkollott. A kifejezés eredetileg Octavio Paz mexikói írónak és diplomatának az egyik művéből származik.
A valutaválság 1994 decemberében kezdődött egy pénzügyi válsággal, mely abból adódott, hogy a mexikói kormány többé nem látta fenntarthatónak a peso dollárhoz képesti rögzített árfolyamát. Ez bizalmi válsághoz vezetett, mely a külföldi tőke tömeges kivonulásához és az így keletkező tőkehiányból származó nehézségekhez vezetett a mexikói vállalkozásokban. Így a peso válsága átterjedt az egész gazdaságra.
Igen sok párhuzamot mutat Argentína hasonló válságához elsősorban azzal, ahogyan egy ország pénzügyi szuverenitását a pénze dollárhoz való kötésével elveszíti és gazdasága alacsonyabb versenyképessége miatt aztán gazdasági-társadalmi válságba kerül.
A válság okai között említendő a zapatista felkelés Chiapasban, a kormánypárt elnökének (aki a választásokon az elnökségért indult) politikai instabilitást okozó meggyilkolása, valamint a Mexikó oldaláról nem befolyásolható kamatnövelések az USA-ban, melyek a tőke menekülését még jutalmazták is. A masszív tőkekiáramlás néhány napon belül az ország pénzének 50 százalékos leértékelésére vezetett. Ennek következményeként drasztikusan megnőttek a bankok hitelezési költségei, melyek eladósodtak az USA liberalizált tőkepiacain és ezáltal a rossz hitelek tömege megnőtt, a bankok csőd előtt álltak, végül így többnyire külföldi tulajdonba kerültek. A mexikói vállalkozások a bankválság után külföldi hitelezők adósaivá váltak, ha egyáltalán azoktól hitelt kaphattak. A költségvetést nagyon megterhelték a magas kamatterhekkel, immáron külföldi bankoknál kibocsátott államkötvények.
A pénzügyi válság megfékezésére 1995 februárjában a Nemzetközi Valutaalap és a Világbank 47,8 milliárdos segélyezési programcsomagja szolgált. Ezáltal a külföldi adósságteher tovább növekedett, de elkerülték a nagy bankok és beruházási alapok összeomlását. Az IMF korábbi ügyvezető igazgatója, Michel Camdessus ezt a korábbi, az 1980-as évek gazdasági válságaitól  nagy mértékben különböző válságot „a 21. század első pénzügyi válságaként” jelölte meg.

## Fordítás
Ez a szócikk részben vagy egészben  a   Tequila-Krise című német Wikipédia-szócikk fordításán alapul.  Az eredeti cikk szerkesztőit annak laptörténete sorolja fel. Ez a jelzés csupán a megfogalmazás eredetét és a szerzői jogokat jelzi, nem szolgál a cikkben szereplő információk forrásmegjelöléseként.